# Holden Torana
Der Holden Torana war ein PKW der unteren Mittelklasse, in späteren Produktionsjahren der Mittelklasse, den Holden in Australien von 1967 bis 1980 als Nachfolger des Vauxhall HA Viva herstellte. Der Name stammt aus einer australischen Sprache und bedeutet „fliegen“.

## Von Jahr zu Jahr

### HB Torana (1967–1969)
Der erste Torana wurde im Mai 1967 in den australischen Markt eingeführt und ersetzte als Modellpflege-Version des Vauxhall HB Viva den Vauxhall HA Viva. Er war als zweitürige Limousine mit 12″-Rädern erhältlich und hatte einen 1,2-Liter-Reihenvierzylindermotor und ein Viergang-Handschaltgetriebe. Auf Wunsch gab es ein dreistufiges Automatikgetriebe von Borg-Warner. Die Wagen hatten Trommelbremsen an allen vier Rädern, auf Wunsch gab es einen Bremskraftverstärker und Scheibenbremsen vorne.
Im März 1968 gab es als Sonderausstattung den „Serie 70“-Motor. Er war höher verdichtet, seine Nockenwelle hatte höhere Nocken und es gab einen Stromberg-CD-Einfachvergaser. So erreichte der neue Motor 51 kW (69 bhp). Zusammen mit diesem Motor gab es Scheibenbremsen vorne serienmäßig. Den schwächeren Motor gab es dann nicht mehr in Verbindung mit der Automatik. Zusätzlich gab es ein Sportmodell, das nach dem bekannten australischen Rennfahrer Jack Brabham Brabham Torana genannt wurde. Der Motor des Brabham Torana hatte auch den „Serie 70“-Motor, aber mit zwei Stromberg-CD-Vergasern und sportlichem Luftfilter. Zusammen mit dem Auspuffsystem mit wenig Gegendruck erhöhten dies die Leistung auf 59 kW (79 bhp). Der Brabham Torana hatte auch breitere Räder und Reifen, Bremskraftverstärker und Scheibenbremsen vorne als Standard, eine andere Beschriftung, sowie schwarze Zierstreifen. Ein Automatikgetriebe war bei diesem Modell nicht erhältlich.
Im September 1968 wurde der Torana Jahrgang 1969 vorgestellt, auch HBII Torana genannt. Die neue Serie hatte eine in Australien gefertigte Karosserie und war auch als viertürige Limousine erhältlich. Die Karosserie des Viertürers wurde auch für den Vauxhall Viva nach Großbritannien geliefert. Die Wagen hatten Sicherheitslenksäulen, tiefer ins Armaturenbrett versenkte Anzeigeinstrumente und neue Lenkräder des großen Holden. Aus Großbritannien wurden keine Komponenten mehr importiert, daher gab es auch keine Betätigung von Stand- und Fernlicht und der Hupe über Lenkstockhebel mehr. Der Fernlichtschalter war im Fußraum wie bei den großen Holden. Es gab auch ein Zweikreisbremssystem, aber die Scheibenbremsen vorne waren beim schwächsten Motor immer noch Sonderausstattung. Den Brabham Torana gab es ausschließlich als Zweitürer. Er hatte das Sportlenkrad des zeitgenössischen Monaro GTS, viele Zusatzinstrumente, andere Beschriftung und schwarze Zierstreifen.
| Modell   | Bezeichnung | Fahrzeugart       | Bauzeitraum     |
| -------- | ----------- | ----------------- | --------------- |
| HB-82211 | Torana      | Limousine 2 Türen | 05/1967–09/1968 |
| HB-82411 | Torana S    | Limousine 2 Türen | 05/1967–09/1968 |
| HB-82611 | Torana SL   | Limousine 2 Türen | 05/1967–09/1968 |
| HB-82211 | Torana      | Limousine 2 Türen | 09/1968–10/1969 |
| HB-82411 | Torana S    | Limousine 2 Türen | 09/1968–10/1969 |
| HB-82469 | Torana S    | Limousine 4 Türen | 09/1968–10/1969 |
| HB-82611 | Torana SL   | Limousine 2 Türen | 09/1968–10/1969 |
| HB-82669 | Torana SL   | Limousine 4 Türen | 09/1968–10/1969 |

Der HB Torana wurde noch bis Oktober 1969 gebaut. Insgesamt entstanden 16.318 Stück der ersten Serie (mit aus England importierter Karosserie) und 20.243 Stück der zweiten Serie (mit australischer Karosserie).

### LC/LJ/TA Torana (1969–1975)

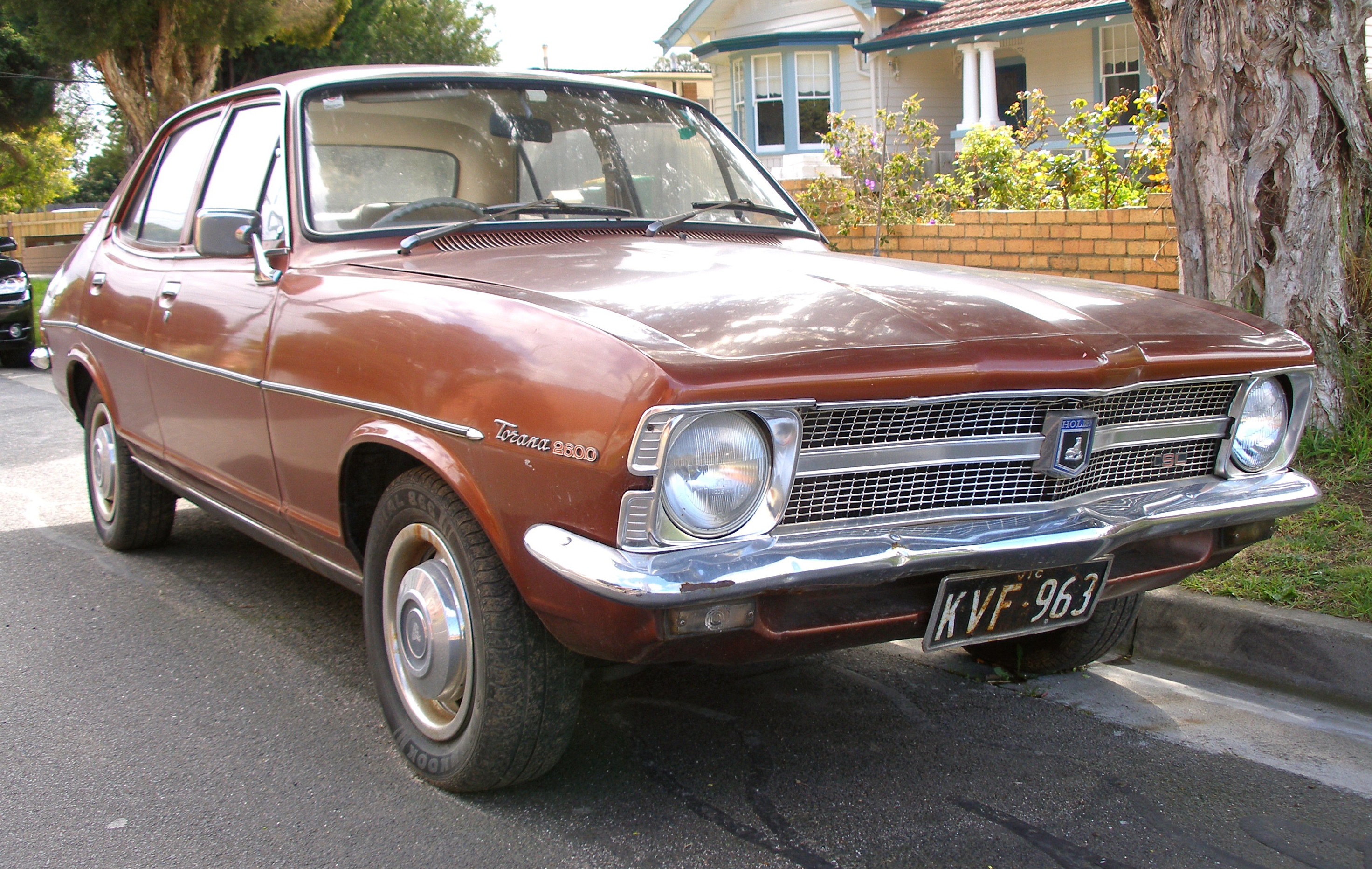
Holden LC Torana 2600 (1969–1972)

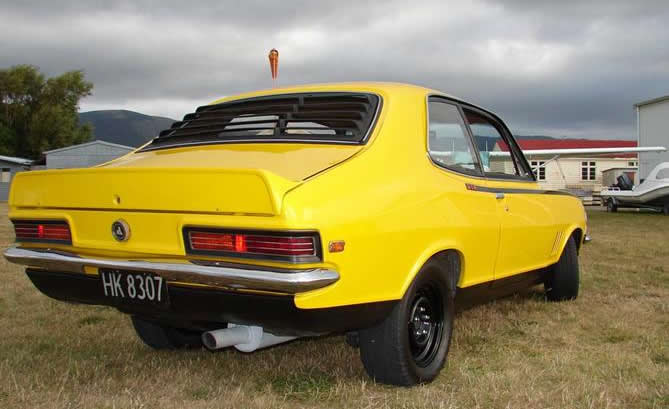
Holden LC Torana GTR (1969–1972)

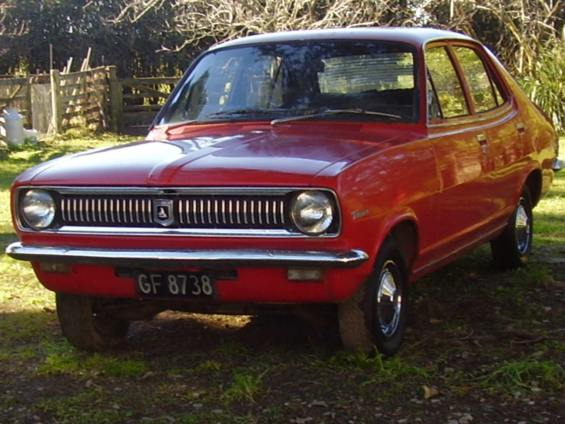
Holden TA Torana (1974–1975)

Die nächste Generation, der LC Torana, erschien im Oktober 1969 und war mit Vier- oder Sechszylinder-Reihenmotoren erhältlich. Der Sechszylinder hatte einen Hubraum von 2.261 cm3 (‚’Torana 2250’’) und leistete 70 kW (95 bhp). Die Sechszylinderwagen hatten einen längeren Radstand von 2.540 mm (statt 2.433 mm beim Vierzylinder), eine aggressiver gestaltete Front für den längeren Motor und Handschaltgetriebe mit drei- oder vier Gängen oder eine dreistufige Automatik. Der Torana war „Auto des Jahres 1969“ beim Wheels-Magazin.
Es gab ganz neue 2- und 4-türige Karosserien in S- oder SL-Ausführung. Der Kunde hatte die Wahl zwischen Sitzbank oder Einzelsitzen vorne und es gab auf Wunsch auch wieder die Scheibenbremsen vorne. Bald nach der Einführung des Modells gab es einen stärkeren Sechszylindermotor mit 2.638 cm3 Hubraum, der im SL 85 kW (114 bhp) (Torana 2600) und im 2-türigen, sportlichen GTR mit Stromberg-WW-Doppelvergaser 93 kW (125 bhp) (Torana 2600S) lieferte. Später wurde der 2,6-Liter-R6 durch einen größeren Motor mit 2.834 cm3 Hubraum (Torana 2850) ersetzt, der beim GTR auch mit Doppelvergaser erhältlich war.
Im Juli 1970 wurde ein Hochleistungs-Torana, der GTR XU-1, zusammen mit Harry Firth aus dem Holden Dealer Team für die populären Serienfahrzeug-Rennserien in Australien und für Rallyes entwickelt. Der eigentliche Sinn dieses Fahrzeuges aber war es, Holden im bekannten Hardie-Ferodo 500-Rennen in Bathurst eine reelle Chance gegenüber den starken Ford Falcon GT-HO mit V8-Motor zu geben, einem Rennen, das als Australiens Juwel in der Krone des Motorsports angesehen wird. Der LC Torana GTR XU-1 war mit einem Sechszylindermotor mit 3.047 cm3 Hubraum ausgerüstet, der mit Hilfe von drei Zenith-Stromberg-CD-150-Vergasern eine Leistung von 119 kW (160 bhp) entwickelte. Außerdem war der Wagen mit Gusskipphebeln, einem anderen Zylinderkopf und anderer Nockenwelle ausgestattet. Das manuell zu schaltende Vierganggetriebe lieferte Opel. Weitere Ausstattungsdetails waren eine Abrisskante am Heck, spezielle Auspuffendrohre, Kotflügelverbreiterungen, etliche Zusatzinstrumente und serienmäßige Scheibenbremsen vorne. Der Torana GTR XU-1 erwies sich als „kleines Geschoss“ sowohl auf der Straße als auch in Rallyes, da das leichte, starke Sportcoupé ein ausgezeichnetes Leistungsgewicht hatte. Er machte sich bald als ideales Rennfahrzeug für viele Gelegenheiten einen Namen, besonders bei Serienrennen und Rallyes. Er beerbte 1970 erfolgreich den Monaro GTS 350 mit V8-Motor und gewann viele Rallyes und auch das vorher erwähnte Bathurst-500-Meilen-Rennen, das 1970 der Ford XW Falcon GT-HO Phase Two und 1971 der Ford XY Falcon GT-HO Phase Three gewonnen hatte.
Im Februar 1972 wurde der überarbeitete LJ Torana eingeführt, dessen Sechszylindermodelle dem großen Holden HQ ähnlich sahen. Viele mechanische Komponenten übernahm der LJ von seinem Vorgänger; die größten Veränderungen gab es an der Motorenpalette. Die Vierzylindermodelle behielten ihre 1,2- und 1,6-Liter-Motoren, aber es gab sie jetzt auch mit einem 1,3-Liter-Reihenmotor mit vier Zylindern. Die Sechszylindermodelle waren weiterhin mit den Sechszylinderreihenmotoren mit 2,3 oder 2,85 Litern Hubraum lieferbar, aber auch mit 3,3-Liter-Motor aus dem Holden HQ für das GTR-Modell. Bei den Getrieben gab es keine Veränderungen. Ab August 1972 wurde dann der Holden LJ Torana als GMK Chevrolet 1700 in Südkorea montiert.
Eine Hochleistungsversion des 3,3-Liter-Motors gab es im LJ Torana GTR XU-1, die weit über 149 kW 200 bhp entwickelte. Durch die Ausrüstung des XU-1 mit der 3,3-Liter-Maschine, den größeren Stromberg-CD-Dreifachvergasern mit 45 mm Durchlass und dem neuen, eng gestuften, in Australien gefertigten Vierganggetriebe gab man dem Fahrzeug den Schub, den es benötigte, um mit ihm gegen den Ford XY Falcon GT-HO Phase Three anzutreten, der ja im Vorjahr das Hardie-Feredo-500-Rennen in Bathurst gewonnen hatte. In der Ausgabe 1972 dieses Rennens, das unter recht feuchten Verhältnissen stattfand, konnte der leichte Torana mit Peter Brock am Steuer gegen den schweren Falcon einen Sieg herausfahren. Dies war der Beginn der Peter-Perfect/Torana-Legende und der erste von fünf Siegen in Bathurst während der nächsten zehn Jahre. Holden entwickelte auch eine V8-getriebene Version des Torana mit 5.047 cm3 Hubraum, die oft GTR XU-2 genannt wird, aber nie über das Prototypenstadium hinaus kam. Dies lag an der „Supercar-Affäre“ 1972, bei der erheblicher politischer Druck auf Holden, Ford und Chrysler ausgeübt wurde, damit sie ihre „Bathurst-Supercars“, wie den XU-2, abschafften. Grund war eine Zeitungskampagne gegen die „Geschosse auf Rädern“, die bald als Serienfahrzeuge der Öffentlichkeit zugänglich sein sollten. Im Endeffekt beugten sich alle drei Hersteller dem Druck und Holden vertagte die Einführung des Torana V8 um zwei Jahre.
Im April 1974 wurde der LJ Torana durch die etwas größere LH-Serie ersetzt. Um die Lücke bis zum Erscheinen der kleinen Holden Gemini zu füllen, bot man die vierzylindrigen LJ-Modelle mit kurzem Radstand und 1,3- oder 1,8-Liter-Motor mit einem schnellen Facelift (Kunststoff-Kühlergrill in Wagenfarbe und neue Rücklichter) als TA Torana an.
| Modell   | Bezeichnung                  | Fahrzeugart       | Bauzeitraum     |
| -------- | ---------------------------- | ----------------- | --------------- |
| LC-82211 | Torana 4-Zyl. OHV            | Limousine 2 Türen | 10/1969–02/1972 |
| LC-82311 | Torana S 6-Zyl.              | Limousine 2 Türen | 10/1969–02/1972 |
| LC-82369 | Torana S 6-Zyl.              | Limousine 4 Türen | 10/1969–02/1972 |
| LC-82411 | Torana S / Deluxe 4-Zyl. OHV | Limousine 2 Türen | 10/1969–02/1972 |
| LC-82469 | Torana S / Deluxe 4-Zyl. OHV | Limousine 4 Türen | 10/1969–02/1972 |
| LC-82569 | Torana SL 6-Zyl.             | Limousine 4 Türen | 10/1969–02/1972 |
| LC-82611 | Torana SL 4-Zyl. OHV         | Limousine 2 Türen | 10/1969–02/1972 |
| LC-82811 | Torana Deluxe 4-Zyl. OHC     | Limousine 2 Türen | 06/1971–02/1972 |
| LC-82869 | Torana Deluxe 4-Zyl. OHC     | Limousine 4 Türen | 06/1971–02/1972 |
| LC-82911 | Torana GTR / GTR XU-1        | Limousine 2 Türen | 06/1971–02/1972 |
| LJ-82211 | Torana 4-Zyl. OHV            | Limousine 2 Türen | 02/1972–04/1974 |
| LJ-82311 | Torana S 6-Zyl.              | Limousine 2 Türen | 02/1972–04/1974 |
| LJ-82369 | Torana S 6-Zyl.              | Limousine 4 Türen | 02/1972–04/1974 |
| LJ-82411 | Torana S / Deluxe 4-Zyl. OHV | Limousine 2 Türen | 02/1972–04/1974 |
| LJ-82469 | Torana S / Deluxe 4-Zyl. OHV | Limousine 4 Türen | 02/1972–04/1974 |
| LJ-82569 | Torana SL 6-Zyl.             | Limousine 4 Türen | 02/1972–04/1974 |
| LJ-82611 | Torana SL 4-Zyl. OHV         | Limousine 2 Türen | 02/1972–04/1974 |
| LJ-82811 | Torana Deluxe 4-Zyl. OHC     | Limousine 2 Türen | 02/1972–04/1974 |
| LJ-82869 | Torana Deluxe 4-Zyl. OHC     | Limousine 4 Türen | 02/1972–04/1974 |
| LJ-82911 | Torana GTR / GTR XU-1        | Limousine 2 Türen | 02/1972–04/1974 |
| TA-8TE11 | Torana                       | Limousine 2 Türen | 04/1974–03/1975 |
| TA-8TF11 | Torana Deluxe                | Limousine 2 Türen | 04/1974–03/1975 |
| TA-8TF69 | Torana Deluxe                | Limousine 4 Türen | 04/1974–03/1975 |

GMH baute 74.627 LC Toranas. Vom LJ Torana entstanden insgesamt 81.813 Exemplare, wovon einige nach Neuseeland exportiert wurden, aber nur als Sechszylinder, um dem gleichzeitig angebotenen Vauxhall HC Viva keine Konkurrenz zu machen. Der TA Torana wurde nur 11 Monate lang gefertigt und brachte es auf 11.304 Stück.

### LH/LX/UC Torana (1974–1979)

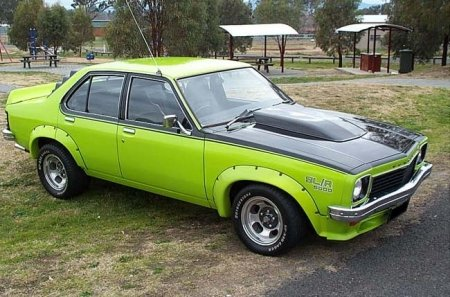
Holden LH Torana SL/R 5000 L34 (1974)

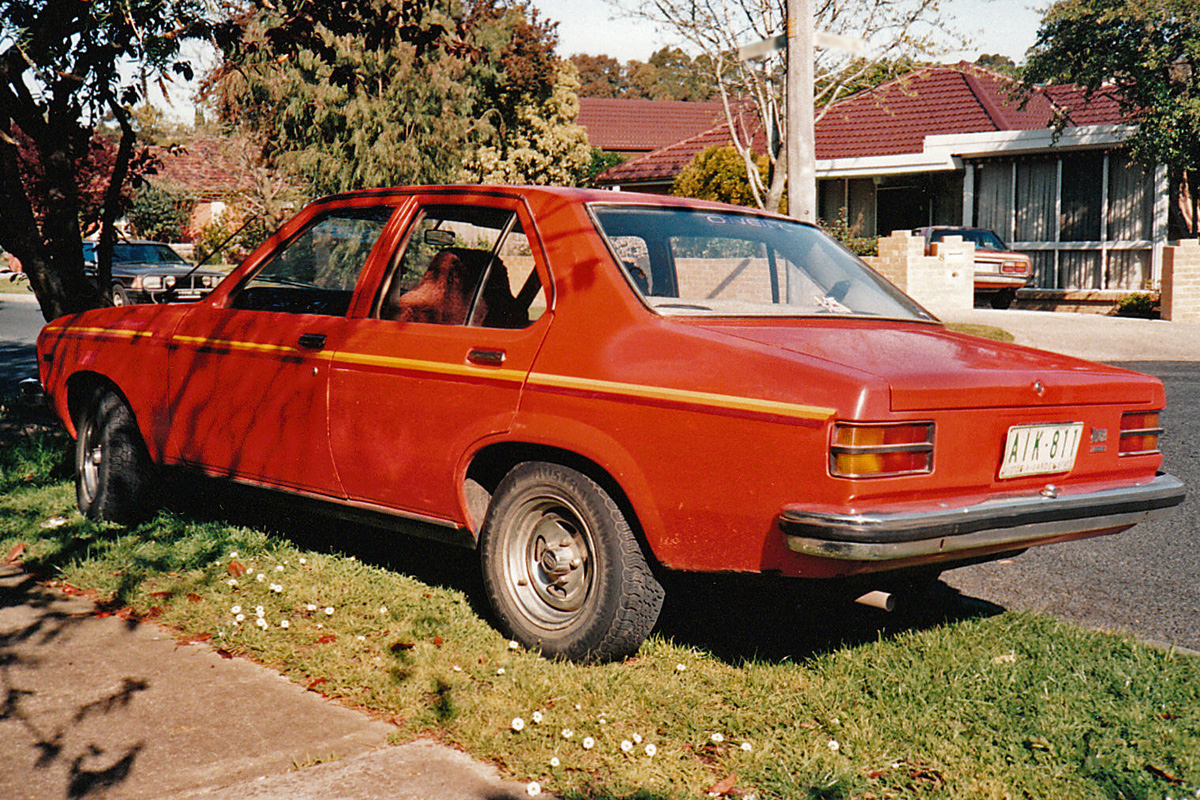
Holden LH Torana 3300 (1975)

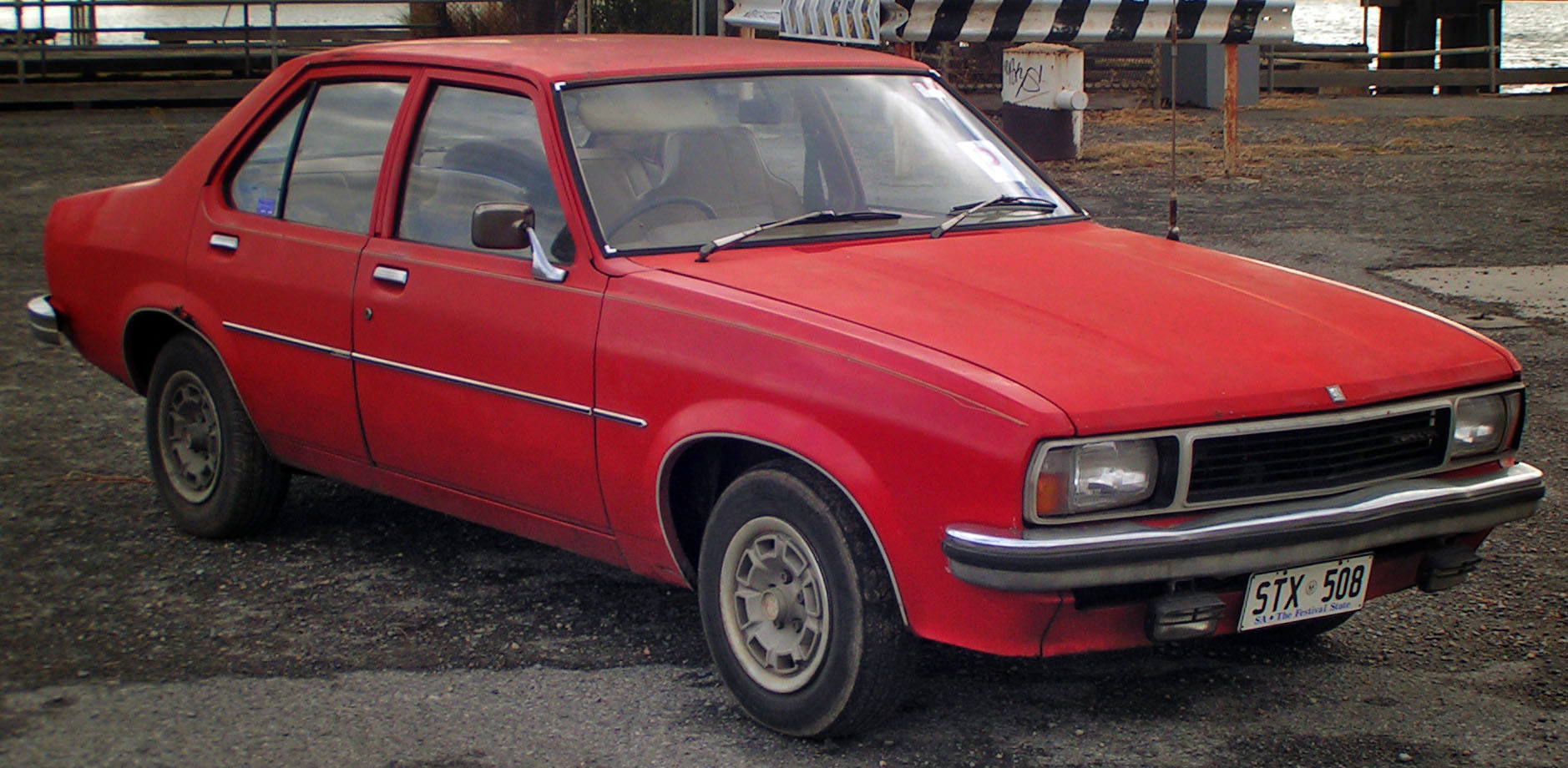
Holden UC Torana (1978–1979)

Im März 1974 wurde wieder ein komplett neuer Torana vorgestellt. Der LH Torana war deutlich gewachsen und nur noch als 4-türige Limousine der Mittelklasse erhältlich. Trotz der erheblichen Außenmaße war der Wagen für die in den 1970er-Jahren üblichen Verhältnisse innen recht eng geraten. Er sah anderen zeitgenössischen GM-Produkten, wie dem Opel Ascona ähnlich. Nach der Vorstellung der Vierzylindermodelle im Mai 1974 war er der einzige Wagen, der mit R4-, R6- und V8-Motoren in der gleichen Karosserie geordert werden konnte. Dies waren der 1,9-l-R4 von Opel, die bekannten Holden-Maschinen mit 2,85 l und 3,3 l und den Holden-V8 mit 4,2 l und 5,0 l.
Der 5,0-l-V8 war dem LH Torana SL/R 5000 vorbehalten. Ein besonderes Mischmodell aus dem SL/R 5000 und der L34-Option, die für Bathurst gedacht war, hatte einen besonderen Motorblock und andere Veränderungen zur Steigerung der Zuverlässigkeit im Renneinsatz. Die auffälligste äußerliche Änderung der nur 263 mal gebauten Wagen waren die angenieteten Kotflügelverbreiterungen für den Einsatz breiterer Räder und Reifen. Der L34 erwies sich als schnell und erfolgreich, aber zerbrechlich. Später ersetzte ihn die weiterentwickelte A9X-Option für den LX Torana von 1977. Der LH Torana L34 gewann 1975 das bekannte Bathurst-1000-Meilen-Rennen mit Peter Brock und Brian Sampson am Steuer und 1976 mit Bob Morris und John Fitzpatrick.
Vom LH Torana wurden zwar Kombi- und Kombicoupé-Prototypen gebaut, die aber nie die Serienfertigung erreichten.
Im Februar 1976 kam der leicht überarbeitete LX Torana. Die auffälligste äußere Veränderung war der Ersatz der rechteckigen Scheinwerfer des LH durch runde.in rechteckigen Rahmen. Die Rahmen der Seitenfenster waren nicht mehr in Wagenfarbe, sondern schwarz und das Firmenemblem am Kühlergrill war größer. Bald nach seinem Erscheinen mussten die Motorleistungen reduziert werden, um die ab Mitte 1976 gültigen Emissionsgrenzwerte einhalten zu können.
Es gab wiederum Motoren mit vier, sechs oder acht Zylindern. Neu war ein 3-türiges Kombicoupé, das allerdings nicht mit dem 1.897-cm3-Motor von Opel angeboten wurde. Im November 1976 kam der Torana 1900 als Sunbird heraus. Die Einführung des Sunbird fiel mit dem ersten Versuch von Holden zusammen, für ihre Modellpalette ein Handlingpaket anzubieten. Die Einführung der „Radial Tuned Suspension“ (RTS) begann mit dem LX Sunbird als Limousine und Kombicoupé und dann mit dem LX Torana.
Im Laufe des Jahres 1977 entstand auch wieder eine leistungsgesteigerte Version der Baureihe, die die Rennen in Bathurst gewinnen sollte. Dies war die A9X-Option für die 4-türige SL/R 5000-Limousine und dem 3-türigen Kombicoupé SS, jeweils mit 5,0-l-V8. Die A9Y-Autos ähnelten denen der LH-Serie mit L34-Option. Das A9X-Paket wich vom alten L34-Paket für Straßeneinsatz ab, der Motor war aber nicht verändert. Dennoch hatte der A9X einige mechanische Spezialitäten, wie Scheibenbremsen hinten, stabilere Achsen und ein Schwerlast-Differenzial mit 10 Schrauben. Nachdem der Torana A9X schnell für das 1977er Bathurst-1000-Meilen-Rennen fertig gemacht wurde, verlor er sein Debüt gegen die Ford Falcon von Allan Moffat und Colin Bond. Aber der A9Y wurde bald überarbeitet und erwies sich in den nächsten beiden Saisons als dominant im australischen Rennsport. 1978 und 1979 gewann er die australische Meisterschaft und das 1000 km – Rennen in Bathurst.
Bei der  Einführung des UC Torana im März 1978 entfielen die V8-Motoren und die sportliche SL/R-Variante. Die UC-Serie zeigte eine deutlich modernisierte Fahrzeugfront und ein neues Armaturenbrett. Es gab zwei Ausstattungsvarianten und zwei Sechszylindermotoren mit 2,85 und 3,3 l. Mit dem auf Wunsch verfügbaren „Deluxe-Paket“ war der UC Torana SL ähnlich gut ausgestattet wie der Ford TE Cortina Ghia. Es enthielt eine Verbundglas-Windschutzscheibe, getönte Seitenscheiben und Rückfenster, eine Intervallschaltung für die Scheibenwischer, einen Radiorekorder, eine bessere Stoffausstattung, sportliche Instrumente und Stoßfängerhörner.
Der Holden Sunbird wurde auch zur UC-Serie aktualisiert und weiterhin mit dem 1,9-l-Motor verkauft, wobei seine Karosserie der dies UC Torana als Limousine oder Kombicoupé entsprach.
Eine Zeitlang dachte man daran, eine 5-türige Kombilimousine des UC Torana herauszubringen, die wohl dem Rover SD1 ähnlich gesehen hätte und mit einem längeren Radstand herausgebracht worden wäre. Die Idee schaffte es aber nur bis zum Tonmodell, vermutlich, weil die Einführung des Commodore gerade bevorstand.
Nach Einführung des VB Commodore im November 1978 wurde der Geschäftsleitung klar, dass der Torana in der Größe diesem modernen Fahrzeug zu ähnlich war. Daher ließ man den Torana 1979 aus dem Programm fallen und der Sunbird folgte 1980, bekam aber noch kurz vor Schluss die neue 1,9-l-„Starfire“-Maschine, die auf dem 2,85-l-Motor basierte und den Opel-Motor ersetzte.
Eine Zeitlang war davon die Rede, die Reihe der Torana / Sunbird über 1980 hinaus mit einer UD-Reihe fortzusetzen, die dem Opel Ascona B von vorne geähnelt hätte. Nachdem aber die Wagen gegenüber den neuen japanischen Modellen (besonders dem Datsun Bluebird und dem Mazda 626, aber auch dem Chrysler Sigma) veraltet waren, entschloss sich Holden für den einfacheren Weg, die neue „Starfire“-Maschine einfach beim VC Commodore einzuführen.
Schließlich übernahm der Camira, eine Version des frontgetriebenen GM-J-Car, die Rolle des Mittelklasse-Wagens mit Vierzylindermotor bei Holden. Der „Starfire“-Motor war aber noch zwei Jahre für den Commodore, auch in der VH-Serie, verfügbar.
| Modell       | Bezeichnung                   | Fahrzeugart        | Bauzeitraum     |
| ------------ | ----------------------------- | ------------------ | --------------- |
| LH-8UG69     | Torana S 1900                 | Limousine 4 Türen  | 05/1974–02/1976 |
| LH-8UH69     | Torana SL 1900                | Limousine 4 Türen  | 05/1974–02/1976 |
| LH-8VB69     | Torana S 6-Zyl. / V8          | Limousine 4 Türen  | 03/1974–02/1976 |
| LH-8VC69     | Torana SL 6-Zyl. / V8         | Limousine 4 Türen  | 03/1974–02/1976 |
| LH-8VD69     | Torana SL/R / SL/R 5000 / L34 | Limousine 4 Türen  | 03/1974–02/1976 |
| LX-8UG69     | Torana S 1900                 | Limousine 4 Türen  | 02/1976–03/1978 |
| LX-8UH69     | Torana SL 1900                | Limousine 4 Türen  | 02/1976–03/1978 |
| LX-8UH77     | Torana SL 1900                | Kombicoupé 3 Türen | 02/1976–03/1978 |
| LX-8VB69     | Torana S 6-Zyl. / V8          | Limousine 4 Türen  | 02/1976–03/1978 |
| LX-8VC69     | Torana SL 6-Zyl. / V8         | Limousine 4 Türen  | 02/1976–03/1978 |
| LX-8VC77     | Torana SL 6-Zyl. / V8         | Kombicoupé 3 Türen | 07/1977–03/1978 |
| LX-8VD69     | Torana SL/R / SL/R 5000 / A9X | Limousine 4 Türen  | 02/1976–03/1978 |
| LX-8VD77     | Torana SS / A9X               | Kombicoupé 3 Türen | 07/1977–03/1978 |
| UC-8UG69     | Torana S 6-Zyl.               | Limousine 4 Türen  | 03/1978–12/1979 |
| UC-8UH69-A9H | Torana SL 6-Zyl.              | Limousine 4 Türen  | 03/1978–12/1979 |
| UC-8UH77-A9H | Torana SL 6-Zyl.              | Kombicoupé 3 Türen | 03/1978–12/1979 |

Vom LH Torana entstanden 70.184 Exemplare, vom LX Torana wurden 65.977 Stück hergestellt. Von der UC-Serie – Torana und Sunbird – baute Holden etwas mehr als 55.000 Autos.

## Konzeptfahrzeuge

### Torana GTR-X (1970)
Der Torana GTR-X wurde in der Bauzeit des LC Torana entworfen und sollte zu Beginn der 1970er in Serie gebaut werden. Er hatte eine keilförmige Glasfaserkarosserie mit Heckklappe und – zumindest als Prototyp – die Mechanik des LC Torana GTR XU-1.
Der GTR-X sah den Sportwagenikonen der 1970er-Jahre, z. B. dem Ferrari 308 GT4, dem Lotus Esprit oder dem Mazda RX-7 ähnlich. Er wog 1.043 kg und erreichte eine Spitzengeschwindigkeit von 210 km/h. Ein Torana GTR-X wäre – in Serie gebaut – das erste Fahrzeug von Holden gewesen, das mit Scheibenbremsen an allen vier Rädern ausgestattet gewesen wäre.
Als Holden die erste Werbebroschüre über den GTR-X herausbrachte, hieß es dort: „(…) Seine lange, schlanke Motorhaube wird durch einen keilförmigen Kühlergrill hervorgehoben. Die Karosserielinie schwingt hinten nach oben zu einer hochgesetzten Rücklichteinheit. Einfachheit ist sein Designprinzip. Dies wird erreicht durch abgedeckte Scheinwerfer, eine stark geneigte Windschutzscheibe, zurückgesetzte Park- und Blinkleuchten und in die Karosserie eingelassene Tankdeckel und Türgriffe. Die Stoßfänger vorne und hinten vervollständigen die Karosseriekontur. Man erkennt den Wagen an der Aufschrift GTR-X, die in einem flotten schwarz-orangen Streifen entlang der Einstiegsleisten zu sehen ist.“
Der Torana GTR-X war von Holden bereits sehr weit entwickelt, die Broschüren waren gedruckt, Fotos und Werbefilme hergestellt – all dies zeigt, dass Holden den Wagen wirklich in Serie fertigen wollte, aber schließlich hatte man Angst vor den hohen Kosten und meinte, wegen der damals noch geringen Bevölkerungszahl Australiens nicht genügend Fahrzeuge für eine rentable Produktion absetzen zu können.
Einer der beiden gefertigten GTR-X-Prototypen wurde kürzlich wieder in der originalgetreuen weißen Farbe restauriert und ist in der Holden-Niederlassung in der Salmon Street in Melbourne öffentlich ausgestellt.

### Torana TT36 (2004)

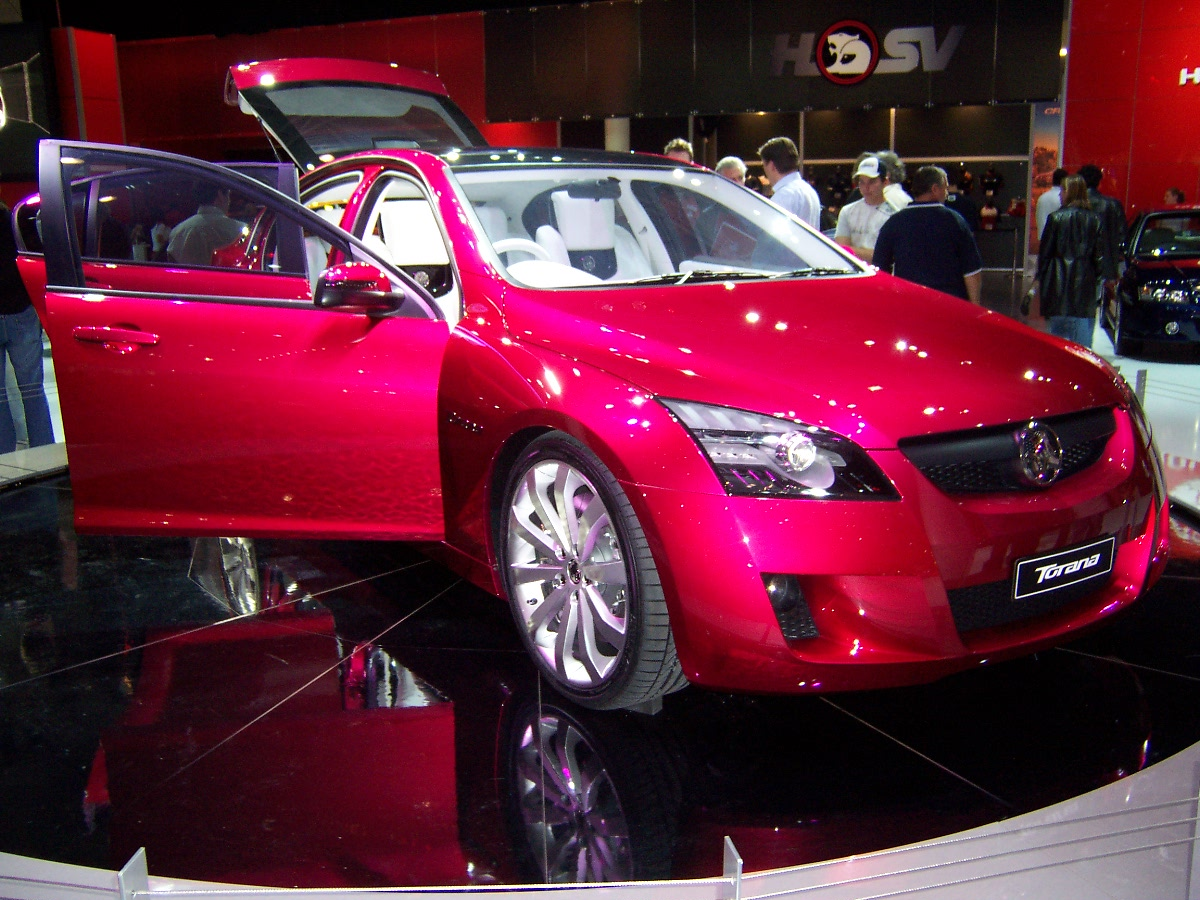
Holden Torana TT36 (2004)

2004 stellte Holden eine sportliche 5-türige Kombilimousine als Konzeptfahrzeug vor, die Torana TT36 genannt wurde (TT=Twin Turbo; 36=3,6-l-V6). Es hieß, das Modell stelle eine neue GM-Plattform vor und nehme das Aussehen des neuen VE Commodore von 2006 vorweg. Der Wagen war außen etwas größer als ein BMW 3er, stand aber mit seinem großen Innenraum zum BMW 5er in Konkurrenz. Das Echo in der Autowelt war gemischt, wobei einigen älteren Torana-Enthusiasten die Farbe nicht gefiel und sie das knackige Aussehen der Toranas der 1970er-Jahre vermissten.

## Quelle
- Terry Bebbington, Michel A. Malik: 45 Years of Holden. Australian Publishing and Printing Company, Sydney NSW 1994, ISBN 0-947216-31-6.